# مفصل سرشانه‌ای‌ترقوه‌ای
مفصل سرشانه‌ای‌ترقوه‌ای جزئی از کمربند شانه‌ای است. این مفصل در قله شانه قرار دارد و از اتصال زائده سرشانه (آکرومیون) استخوان کتف به استخوان ترقوه تشکیل می‌شود. به این مفصل، آکرومیوکلاویکولار و اخرمی‌چنبری هم گفته‌اند.

## کمربند شانه‌ای

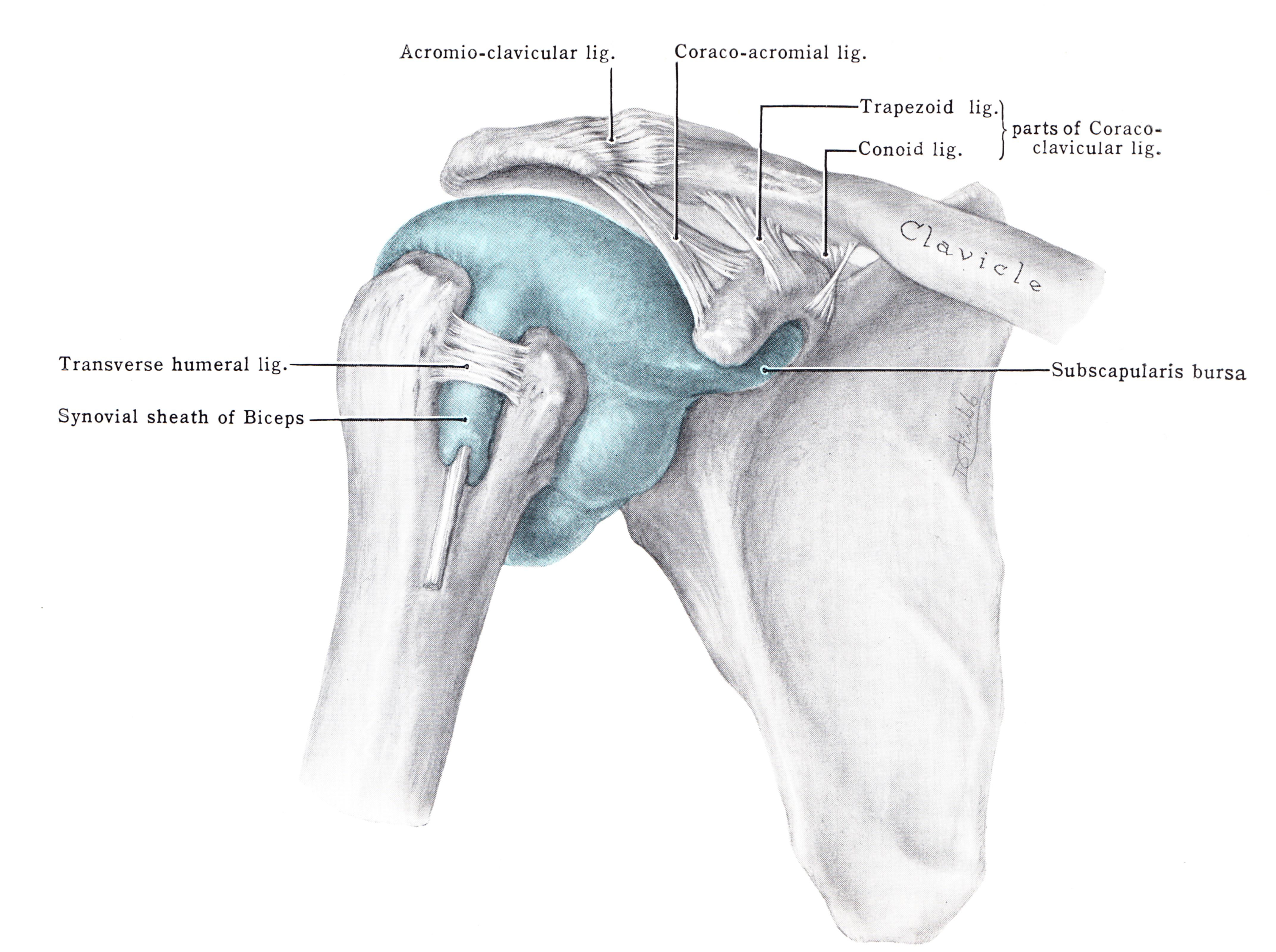
یکی از مفاصل اصلی در ساختار استخوانی انسان است که در قسمت پایینی اندام فوقانی واقع شده و ارتباط بین استخوان ترقوه‌ای (همانند چرخان) و استخوان اخرمی را فراهم می‌کند.

استخوان‌های کمربند شانه‌ای به گونه‌ای اتصال می‌یابند که باعث ایجاد چهار مفصل می‌گردند که عبارتنداز:
مفصل شانه (گلنوهومرال)
مفصل سرشانه‌ای‌ترقوه‌ای (آکرومیوکلاویکولار) 
مفصل جناغی‌ترقوه‌ای (استرنوکلاویکولار)
مفصل کتفی‌سینه‌ای (اسکاپولوتوراسیک) که بیشتر یک اتصال است تا یک مفصل حقیقی. این قسمت نقش مهمی در حرکت دور کردن شانه در هماهنگی با مفصل شانه دارد. بیشترین میزان حرکت در کمربند شانه‌ای مربوط به مفصل شانه بوده و سه مفصل دیگر از تحرک کمتری برخوردارند.تحرک زیاد مفصل شانه یک عامل مهم بی‌ثباتی آن محسوب می‌شود و بنابراین مستعد آسیب بسیاری است (به ویژه دررفتگی).

## نگارخانه

Diagram of the human shoulder joint, anterior view
Diagram of the human shoulder joint, posterior view